# Westantarktika

Karte von Antarktika mit Westantarktika links

Westantarktika (englisch West Antarctica oder Lesser Antarctica) ist ein Teil von Antarktika, der durch das Transantarktische Gebirge von Ostantarktika getrennt ist. Er liegt in der westlichen Hemisphäre der Erde und seine nördliche Spitze liegt nahe der Südspitze Südamerikas.

## Geographie
Während Ostantarktika, größer als Australien, wahrhaft kontinentale Ausmaße hat, stellt der andere Teil Antarktikas, Westantarktika, eher einen Subkontinent oder eine riesige Halbinsel dar. Die Landfläche beträgt rund 3,5 Millionen km².
Westantarktika besteht aus Marie-Byrd-Land und Ellsworthland. Dann erstreckt es sich weiter nach Norden, in Form einer rund 2000 km langen Landmasse, der Antarktischen Halbinsel. Nach der Bransfieldstraße folgen die vorgelagerten Südshetlandinseln bis zur Drakestraße. Die geologische Fortsetzung der Halbinsel ostwärts in den Südlichen Orkneyinseln, Südlichen Sandwichinseln und weiteren Inselgruppen, die die Scotiasee dann westwärts bogenförmig umschließen, liegt jenseits des Kontinentalsockels und wird nicht mehr zum antarktischen Kontinent gerechnet.
Die beiden Meeresgebiete zwischen West- und Ostantarktika sind das Weddellmeer auf der atlantischen, und das Rossmeer auf der pazifischen Seite. Diese beiden Einbruchsbecken gehören genetisch zur westantarktischen Depressionszone. Dazwischen erstrecken sich Amundsensee und Bellingshausen-See. Die Drakestraße, die Meerenge zu Südamerika, verbindet Pazifischen und Atlantischen Ozean.

## Klima
Aufgrund der geographischen Form von Westantarktika ist das Klima dort maritimer. Durch die ausgleichende Wirkung des Meeres sind die Temperaturen nicht so extrem tief wie auf dem übrigen Festland. Auf der antarktischen Halbinsel können die Temperaturen im Sommer bisweilen sogar bis auf 0 bis +3 °C steigen, so dass an manchen geschützten Orten mitunter das Eis schmilzt und der nackte Fels zutage tritt.

## Geologie
Westantarktika hat geologisch eine vom restlichen Kontinent verschiedene Struktur. Seine Gebirgsketten erreichen im Mount Jackson fast 4200 Meter Höhe; die höchste Erhebung ist jedoch der Mount Vinson des Vinson-Massivs mit 4897 Metern. In großen Teilen von Westantarktika ruht der Eisschild entweder auf Festland, das sich unter dem Meeresspiegel befindet, oder schwimmt als Schelfeis, soweit man dieses dem Gebiet zuordnet. Bei einem Abschmelzen des westantarktischen Eises würden also nur einige Inseln und der Übergangsbereich zu Ostantarktika als Landflächen verbleiben.

## Gewässer
Entwässert wird Westantarktika vorrangig über Eisströme wie zum Beispiel Rutford-, Bindschadler-, Möller- und Whillans-Eisstrom in die großen Schelfeise. In die Amundsen-See strömen die Eismassen folgender Gletscher: Pine-Island-Gletscher, Thwaites-Gletscher, Haynes-Gletscher, Pope-Gletscher, Smith-Gletscher und Kohler-Gletscher. Besonders der Pine-Island- und der Thwaites-Gletscher werden in den letzten Jahren intensiv wissenschaftlich beobachtet, da ihre Fließgeschwindigkeit deutlich zugenommen hat und auch die Grundlinie (englisch grounding line), an der Meereswasser, Eis und Gesteinssockel zusammenstoßen, sich mit zunehmender Geschwindigkeit ins Landesinnere verlagert. Da der Großteil der Westantarktis eigentlich ein Meeresbecken ist, ist der Westantarktische Eisschild inhärent instabil.